# جنبش مردان
جنبش مردان یک جنبش اجتماعی است که در دهه‌های ۱۹۶۰ و ۱۹۷۰ میلادی در کشورهای غربی ظهور کرد و متشکل از گروه‌ها و مؤسسات مردان و متحدین آن‌ها است که روی مسائل جنسیت تمرکز داشته و فعالیت‌های شان از خودیاری تا لابی‌گری و کنشگری را شامل می‌شود.
جنبش مردان از چندین حرکت دیگر با اهداف متفاوت و اغلب متضاد تشکیل شده‌است. اجزای عمده جنبش مردان شامل جنبش آزادی‌خواهی مردان، ماسکولیسم، جنبش مردان طرفدار فمینیسم، جنبش مردان اسطوره‌ی، جنبش حقوق مردان و جنبش مردان مسیحی است که به‌طور قابل ملاحظه توسط «پرامیس کیپرز» نمایندگی می‌شوند.

## جنبش آزادی‌خواهی مردان
جنبش مردان متشکل از «شبکه‌های مردانی است که به‌صورت خودآگاه در فعالیت‌های مرتبط با مردان و جندر دخیل هستند. این جنبش در اواخر دهه ۱۹۶۰ و ۱۹۷۰، در کنار و اغلب در واکنش به جنبش زنان و فیمینیسم در جوامع غربی ظهور کرد». گروه‌های جنبش مردان در حالی‌که بسیاری از ویژگی‌های گروه‌های درمان‌گر و خود کمک کننده را دارند، به صورت فزایندهٔ رشد شخصی و روابط بهتر با سایر مردان را «بدون تغییر در روابط اجتماعی و ایدیولوژی‌های که از راه‌های مختلف مرد بودن را حمایت یا به حاشیه می‌رانند، بی‌فایده» می‌دانند. آن‌عده فعالین جنبش مردان که موافق با مواضع فیمینیستی هستند، بسیار نگران تخریب هویت مردان و مردانگی بوده‌اند. اعضای جنبش آزادی‌خواهی مردان با ایما/اشاره کردن با حرکات چشم و ابرو یا دست گرفتن از فیمینیست‌های قدیم که نقش سنتی جنسیتی زنان را مورد انتقاد قرار دادند، از زبان نظری نقش جنسیت استفاده کرده و استدلال می‌کنند که نقش جنسیت مردان به‌طور مشابه ممانعت کننده و مخرب مردان است. برخی از آزادی خواهان مردان، روابط جندر را بی‌ربط ساخته و استدلال می‌کنند که چون نقش جنسیت به هر دو جنس آسیب رسانیده‌است، مردان و زنان به صورت یک‌سان تحت ستم قرار گرفته‌اند.
جامعه‌شناس مایکل میسنر در اواخر دهه ۱۹۷۰ چنین می‌نویسد:
آزادی‌خواهی مردان وجود ندارد. شاخه‌های محافظه کار و معتدل آزادی‌خواهی مردان با استفاده از زبان نقش جنسیت، به جنبش حقوق مردان آنتی فیمینیست تغییر یافته‌اند. شاخه فعلی آزادی‌خواهی مردان، زبان نقش جنسیت را رها کرده و یک جنبش طرف‌دار فیمینیست را بر مبنای زبان روابط و قدرت جنسیت، شکل داده‌اند.

## جنبش‌های مردان هوادار فمینیسم
جنبش مردان هوادار فمینیسم از جنبش آزادی‌خواهی مردان در اواسط دهه ۱۹۷۰ پدید آمد. نخستین کنفرانس مردان و مردانگی که در سال ۱۹۷۵ میلادی در تنسی برگزار شد، نخستین فعالیت سازمان‌یافته توسط مردان هوادار فمینیسم در ایالات متحده بود. جنبش مردان طرف‌دار فمینیسم از موج دوم فمینیسم، قدرت سیاه و جنبش فعال دانشجویی، جنبش ضد جنگ و جنبش‌های اجتماعی دگرباشان جنسی دهه‌های ۱۹۶۰ و ۱۹۷۰، متأثر گردیده‌است. این جنبش یک شاخهٔ از جنبش مردان است که به‌طور کلی اهداف برابری‌خواهی زنان را دربر می‌گیرد.
جنبش فمینیسم به یک سلسله کمپین‌های سیاسی برای اصلاحات موضوعاتی مانند حقوق باروری، خشونت خانگی، مرخصی زایمان، دست‌مزد یک‌سان، حق رای زنان، آزار و اذیت جنسی و خشونت جنسی گفته می‌شود. این اصطلاح بیشتر به مردانی گفته می‌شود که از فمینیسم پشتیبانی می‌کنند و می‌کوشند تا میان زنان و مردان مساوات سیاسی، اقتصادی، فرهنگی، شخصی و اجتماعی به بار آورند. بیشتر مردان حامی فمینیسم معتقدند که مردانگی بر اساس همجنس‌گرا هراسی تعریف شده و مودل غالب مردان، دگرجنس‌گرایی است. مردانی که به صورت فعال از فیمینیسم حمایت می‌کنند تلاش می‌ورزند تا عدالت و برابری جنسیتی را به ارمغان بی‌آورند. توافق نظر آن‌ها با فیمینیسم بر محور یک پذیرش ساده می‌چرخد که مردان و زنان باید با هم برابر باشند. زنان باید به شغل‌ها و ساحاتی از زندگی عامه دسترسی داشته باشند که مردان دارند. مشکل این‌جاست که دو سیستم کلی وجود دارد، یکی اساساً مبتنی بر سلسله مراتب و امتیازات و دیگر سیستمی که مردان هوادار فمینیسم با آن مخالف اند و استدلال می‌کنند به عوض این‌که تفکر مردانگی و زنانگی کنار گذاشته شود، محتوای مدل‌های مردانگی تغییر یابد. ترس از همجنس‌گرایی، پسران و مردان را از زیرپرسش قرار دادن و نهایتاً ترک کردن مردانگی سنتی بازمی‌دارد؛ بنابراین بیشتر مردان طرف‌دار فمینیسم معتقدند که مردان و مردانگی تا زمانی که همجنس‌گراهراسی نهادینه است، تغییر نخواهند کرد. مردان یک نقش مهمی را در تغییر روابط جندر که توسط جنبش‌های فیمینیسم و زنان آغاز شده‌است، بازی می‌کنند. مردان هوادار فمینیسم در این فرآیند استقبال شده و از مشارکت‌کنندگان مهم قلم‌داد می‌شوند. «مطالعات نمایندگی مردانگی در رسانه‌ها بیشتر ساختارهایی را برجسته می‌سازد که مردانگی را بر حول تفکرات خشونت، کنترل و پرخاش‌گری نشان می‌دهد».
مردان طرف‌دار فیمینیسم آرمان فرهنگی مردانگی سنتی را زیر پرسش قرار داده‌اند. آن‌ها بیشتر استدلال می‌کنند که توقعات و نورم‌های اجتماعی مردان را به نقش‌های انعطاف‌ناپذیر وادار کرده، توانایی مردان را برای بیان خود محدود نموده و انتخاب آن‌ها را به رفتارهای محدود ساخته‌است که از لحاظ اجتماعی برای مردان قابل قبول باشد. علاوه براین، مردان فمینیست در تلاش بهم زدن تبعیض جنسی و کاهش تبعیض علیه زنان بوده‌اند. آن‌ها کنار فمینیست‌ها در مسایل گوناگونی، از جمله اصلاح حقوق مساوی، حقوق باروری، قوانین علیه تبعیض اشتغال، مراقبت از کودکان مقرون به صرفه و پایان بردن خشونت جنسی علیه زنان، کمپین زده‌اند.
«جنبش مردان فمینیست بر حول رد سبک‌های سنتی مردانگی در حمایت از جنبش‌های زنان فمینیست سازمان یافته‌اند. گروه‌های مردان فمینیست در بیشتر کشورها وجود داشته و تمرکز بیشتر آن‌ها بالای شامل سازی مردان در کارهای ضد خشونت است».‏ NOMAS در ایالات متحده، Achilles Heel Collective در پادشاهی انگلستان و Men Against Sexual Assault در آسترالیا، برخی از جنبش‌های معروف مردان فمینیست هستند، با این وجود مؤسسات که در سطح جهانی شناخته شده باشند بسیار اندک بوده و با داشتن میزان کم عضویت ثبات لازم را نداشته‌اند. Achilles Heel یکی از برجسته‌ترین گروه‌های مردان فمینیست است که بر حول مجله دوبار در سال می‌چرخد و هدف آن «به چالش کشیدن فورم‌های سنتی مردانگی و قدرت مردان و حمایت از ایجاد ساختارهای بدیل اجتماعی و راه‌های موجودیت شخصی» است. «کمپین‌های فیمینیستی مانند #MeToo مردان زیادی را برانگیخته است تا در مورد روابط جنسی و اجتماعی خودشان با زنان فکر کنند، هرچند در این مسیر مخالفت‌ها و واکنش‌های زیادی وجود داشته‌است». انتقادها از برخی از مردان فمینیست این است که آن‌ها بسیار کم‌کارند، به عوض انجام اقدامات عملی مانند پرداختن به رفتار خود و رفتار هم‌قطاران شان، به سادگی فورم‌های را امضا کرده یا روبان می‌بندند. در حالی‌که فمینیسم به‌تازگی در جامعه جذابیت بیشتری پیدا کرده‌است، به مردان بیشتری این امکان را می‌دهد تا به صورت نمادین از فمینیسمی حمایت کنند که فاقد محتوای واقعی است.
در دهه‌های گذشته پس از آغاز جنبش مردان طرف‌دار فمینیسم در ایالات متحده، ابتکارهای مشابه و بهم پیوسته در سطح جهان سازمان یافته‌است. در سال ۲۰۰۴ میلادی، تعدادی از رهبران مرتبط با مشارکت مردان و پسران در عدالت جنسیتی در سطح جهان باهم گرد آمده و مؤسسه جهانی MenEngage را شکل دادند. از آن به بعد MenEngage دو کنفرانس جهانی را سازمان داده‌است: یکی در ریودوژانیرو در سال ۲۰۰۹ و دیگر در دهلی نو در ۲۰۱۴.‏
نویسنده‌گان برجسته طرف‌دار فیمینیست عبارت اند از: دیوید تاسی و ریواین کونل، رابرت جنسن، جکسن کاتز و دان ادگار.

## جنبش‌های حقوق مردان و پدران

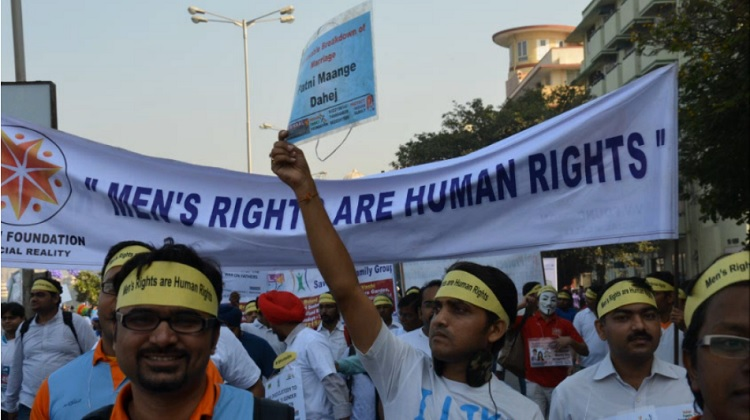
رالی جنبش مردان، هند

جنبش حقوق مردان در اواسط تا اواخر دهه ۱۹۷۰ از بدنه جنبش آزادی‌خواهی مردان جدا شد. این جنبش به‌صورت خاص روی مسایل تبعیض آشکار و نابرابری که مردان با آن مواجه اند، تمرکز دارد. جنبش حقوق مردان در مسایل مختلفی مرتبط با قانون (شامل قانون خانواده، پرورش فرزندان، باروری و خشونت خانوادگی)، خدمات دولتی (شامل تحصیل، خدمات نظامی و شبکه‌های مصونیت اجتماعی) و سلامت دخیل بوده‌است.
جنبش حقوق پدر زیرمجموعه جنبش حقوق مردان است. اعضای آن اساساً در مسایلی مرتبط با قانون خانواده، از جمله حضانت و حمایت از فرزند که بالای پدران و فرزندان شان تأثیر می‌گذارد، علاقه‌مند هستند.
فعالان برجسته حقوق مردان عبارت از: وارن فارل، هرب گولدبرگ، ریچارد دایل و آسا بابر. گلن ساکس یک فعال حقوق پدر است.

## جنبش مردان اسطوره‌ی
جنبش مردان اسطورهٔ بر اساس دیدگاه روحانی گرفته شده از روان‌کاوی، مخصوصاً کارهای کارل یونگ بنا شده‌است. این جنبش نسبت به طرف‌دار فیمینیست یا جنبش حقوق مردان کم‌تر سیاسی بوده و بالای کمک خودی تمرکز دارد. این جنبش از این لحاظ «اسطوره‌ای» خوانده می‌شود که بالای اسطوره‌سازی اشعار برخی از مردم بومی مثل اسطوره‌سازی و دانش مردم بومی آمریکا، تأکید دارد. رابرت بلای، یک اسطوره‌ساز ارشد، «مردان نرم مزاج» را مورد انتقاد قرار داده و استدلال می‌کند که پسران باید به مردانگی بپردازند تا صاحب «انرژی زیوس» شوند که به گفته بلای یک «اقتدار مردانه» است و «ذکاوت، صحت جسمانی، قاطعیت دل‌سوزانه، حسن نیت و رهبری سخاوت‌مند را دربر می‌گیرد». مردان اسطورهٔ بالای «احترام به بزرگان»، «بازیابی» پدران و «آزاد سازی نفس وحشی در درون» تأکید می‌کنند اما با تأکید بالای تأثیرات بی‌پدری بالای انکشاف روان مردان.
مردانگی شامل الگوها و نمونه‌های اولیه عمیق ناخودآگاه می‌شود که از طریق افسانه، داستان و آیین آشکار شده و توسط نظریه‌های برگرفته از روان‌شناسی تحلیلی یا «عمیق» پشتیبانی می‌شوند.
این جنبش با دیدگاه‌های حقوق مردان و آزادی‌خواهی مردان، مشترکاتی دارد.
فعالیت‌هایشان عبارت اند از:
1. برنامه‌های مربی‌گری مردان (مبتنی بر این باور که مردان بالغ باید پسران را کمک کنند تا مردان صحت‌مندی بار بی‌آیند)
2. کمپ‌های مذهبی، طبل نوازی و قصه‌گویی
3. گروه‌های حمایتی
4. تلاش برای توسعه سرفصل درسی برای پسران در مدارس

رابرت بلای، جیمز هیلمن، مایکل جی میاد، سام کین، رابرت ال مور و استیفن بیدولف از نویسنده‌گان برجسته اسطوره‌ای هستند.